# Вільям Генрі
Вільям Генрі (англ. William Henry; 12 грудня 1774, Манчестер, в Англія — 2 вересня 1836,Пендлебур, в Англія) — британський хімік і лікар.
Генрі відомий перед усім вимірюваннями тиску пари газів над водними розчинами, результати яких були опубліковані в Philosophical Transactions of the Royal Society 1803 року. Встановлений ним закон став відомим як закон Генрі.
1808 року Генрі було нагороджено медаллю Коплі, а 1809 обрано членом Лондонського королівського товариства.